# Victor-Amédée Sallier de La Tour
Victor-Amédée Ferdinand Sallier de La Tour, né le 18 novembre 1773 à Chambéry dans le duché de Savoie, dans le royaume de Sardaigne, et mort le 19 janvier 1858 à Turin, est un militaire de carrière et ministre d'État du royaume de Sardaigne.

## Biographie
Victor-Amédée Ferdinand est le fils de Joseph-Amédée Sallier de La Tour (it), marquis de Cordon et maréchal de Savoie.
Durant la guerre de 1792 à 1796, il s'empare de la vallée de la Tarentaise, repoussant les troupes françaises. Quelques années plus tard, en 1815, il s'empare de la ville de Grenoble. Il est gouverneur de la ville de Novare en 1816, puis de Turin en 1835. Il obtient en 1825 le titre de « maréchal de Savoie ».
Il est ministre des affaires étrangères du roi Charles-Félix de Savoie, de 1822 à 1835. Il est sénateur du royaume en 1848.

## Décorations

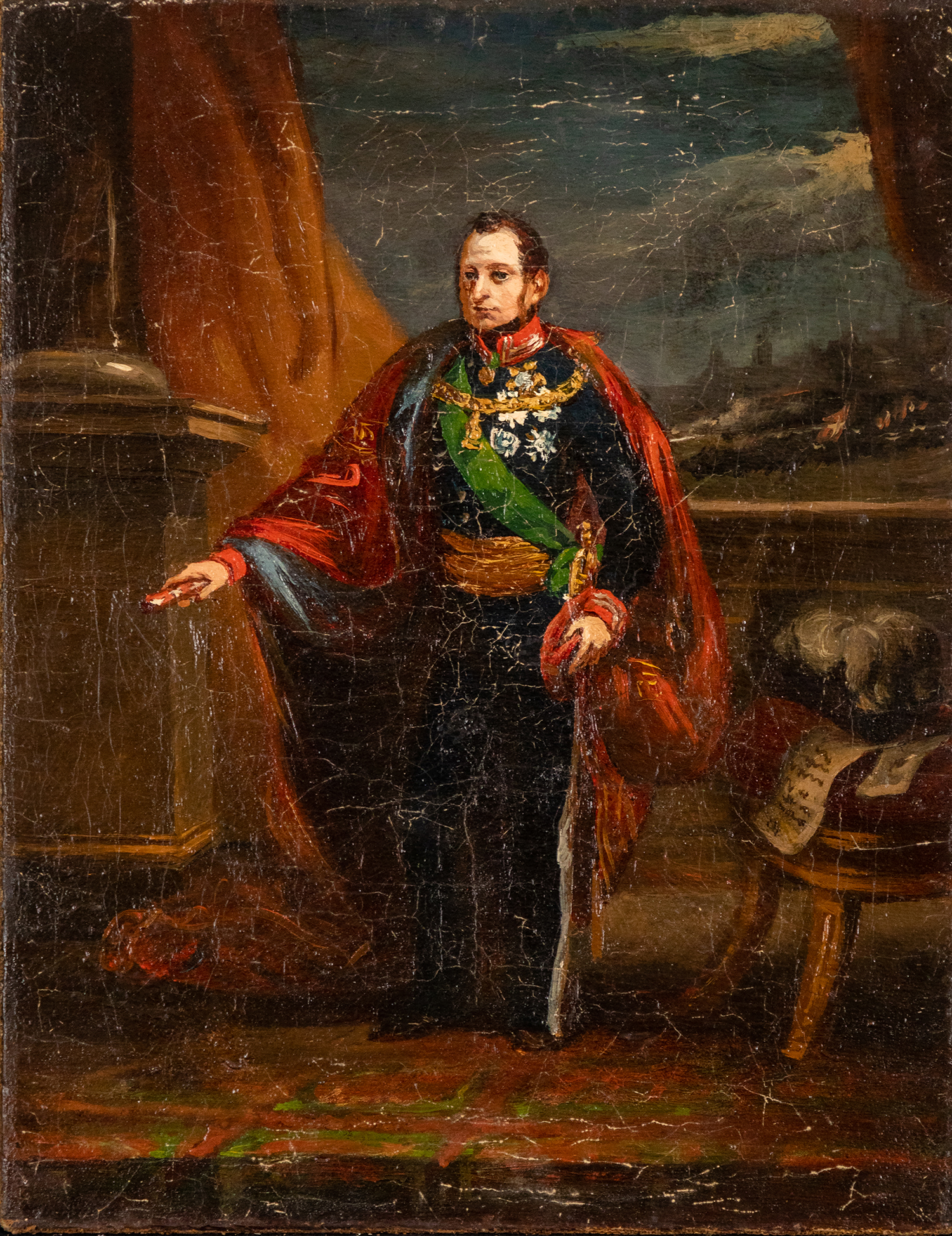
Victor-Amédée Sallier de La Tour

### Ordres des États de Savoie
- Grand-Officier (1815), puis Grand-Croix (1832) de l'Ordre des Saints-Maurice-et-Lazare
- Commandeur (1816) de l'ordre militaire de Savoie
- Chevalier (1821) de l'ordre suprême de la Très Sainte Annonciade
- Chevalier (1831) de l'ordre civil de Savoie

### Ordres étrangers
- Grand-croix de l'ordre royal et militaire de Saint-Louis
- Grand-Croix de l'ordre de Saint-Ferdinand et du mérite
- Grand-Croix de l'ordre de Saint-Étienne de Hongrie
- Grand-Croix de l'ordre impérial de Léopold
- Chevalier de l'ordre de l'Aigle rouge
- Chevalier de l'ordre de Saint-Alexandre Nevski